# Jovanka Radičević
Jovanka Radičević (Podgorica, 23 de octubre de 1986) es una jugadora de balonmano montenegrina que juega de extremo derecho en el RK Krim. Es internacional con la selección femenina de balonmano de Montenegro.

## Palmarés

### ŽRK Budućnost
- Liga de Serbia y Montenegro de balonmano femenino (2): 2005, 2006
- Liga de Serbia y Montenegro de balonmano femenino (2): 2005, 2006
- Liga de Montenegro de balonmano femenino (6): 2007, 2008, 2009, 2010, 2011, 2021
- Copa de Montenegro de balonmano femenino (7): 2007, 2008, 2009, 2010, 2011, 2020, 2021
- Copa Europea de la EHF femenina (2): 2006, 2010

### Győri ETO KC
- Liga de Hungría de balonmano femenino (2): 2012, 2013
- Copa de Hungría de balonmano femenino (2): 2012, 2013
- Liga de Campeones de la EHF femenina (1): 2013

### Vardar
- Liga de Macedonia del Norte de balonmano femenino (5): 2014, 2015, 2016, 2017, 2018
- Copa de Macedonia del Norte de balonmano femenino (5): 2014, 2015, 2016, 2017, 2018

### CSM București
- Copa de Rumania de balonmano (1): 2019

### Kastamonu GSK
- Liga de Turquía de balonmano femenino (1): 2022

### RK Krim
- Liga de Eslovenia (3): 2023, 2024, 2025[2]
- Copa de Eslovenia (3): 2023, 2024, 2025

## Clubes
| Club          | País                | Año         |
| ------------- | ------------------- | ----------- |
| ŽRK Budućnost | Montenegro          | 2004 - 2011 |
| Győri ETO KC  | Hungría             | 2011 - 2013 |
| ŽRK Vardar    | Macedonia del Norte | 2013 - 2018 |
| CSM București | Rumania             | 2018 - 2019 |
| ŽRK Budućnost | Montenegro          | 2019 - 2021 |
| Kastamonu GSK | Turquía             | 2021 - 2022 |
| RK Krim       | Eslovenia           | 2022 - Act. |